# Ptolemeusz Memfites
Ptolemeusz Memfites gr. Πτολεμαῖος ὁ Μεμφίτης (ur. ok. 144 p.n.e. w Memfis – zm. 130 p.n.e. na Cyprze) – jedyny syn egipskiego króla Ptolemeusza VIII Euergetesa II Fyskona i jego siostry-żony Kleopatry II. Najprawdopodobniej w 142 p.n.e. został ogłoszony przez ojca następcą tronu. W akcie odwetu wobec jego matki – panującej w Egipcie Kleopatry II, zamordowany podczas wygnania przez żołnierzy własnego ojca.
Ptolemeusz Memfites urodził się wkrótce po koronacji swego ojca. Otrzymał dynastyczne imię Ptolemeusz z greckimi przydomkami Theos Euergetes oraz nieoficjalne imię Memfites pochodzące od miejsca narodzin. Wraz z rodzicami został przedstawiony w pozie następcy tronu na wschodniej zewnętrznej ścianie naosu świątyni Horusa w Edfu. Przez kilkadziesiąt lat istniała wątpliwość co do tożsamości wyobrażonego na płaskorzeźbie chłopca – sądzono, że mógł to być młody Ptolemeusz VII Neos Filopator, syn Kleopatry II z jej pierwszego małżeństwa z bratem-mężem Ptolemeuszem VI Filometorem, zamordowany w dniu ślubu Fyskona i Kleopatry II w Aleksandrii. Ostatecznie udowodniono, że przedstawiony w pozycji stojącej chłopiec był niemowlęciem, podczas gdy Neos Filopator w chwili śmierci miał przynajmniej siedemnaście lat.
Mimo że Ptolemeusz Memfites uznany był następcą tronu, istnieje niewielkie prawdopodobieństwo, ażeby mógł mieć jakikolwiek współudział w rządach ojca. Wkrótce po jego narodzinach Fyskon zawarł kolejny związek małżeński z Kleopatrą III, córką Kleopatry II i Ptolemeusza VI, będącej dla niego zarazem bratanicą, siostrzenicą i pasierbicą. To drugie, nietypowe dla dynastii hellenistycznych małżeństwo było ciosem wymierzonym w Kleopatrę II, która z trudem zniosła zdradę córki. Związek ten spowodował niemal dwudziestoletnią wojnę domową pomiędzy obojgiem. W następstwie buntu wywołanego przez Kleopatrę II Fyskon (wraz z drugą żoną i dziećmi) musiał zbiec i schronić się w 130 p.n.e. najpierw do Cyreny, a później na Cypr, gdzie zamordował syna chcąc usunąć możliwego męskiego współwładcę dla popieranej przez Aleksandrię żony. Bezpośrednią przyczyną śmierci Memfitesa miało być zniszczenie przez nastolatka posągów przyrodniej siostry i macochy oraz bezwzględna lojalność wobec matki.
Kiedy w dniu urodzin Kleopatry II podczas uczty na stadionie w Aleksandrii przyniesiono jej dar od Fyskona, królowa była przyjemnie zaskoczona i zadowolona do chwili, gdy wyjaśniło się, że zawiera on poćwiartowane zwłoki syna; okazane przez Kleopatrę ludowi wzbudziły jego gniew. Nawet w dalekim Rzymie zbrodnia ta wywołała odgłosy i omawiano ją na posiedzeniu senatu.
W dwa lata później Kleopatra II zmuszona była uciekać przed wojskami Fyskona do Syrii, gdzie przyjęła ją córka Kleopatra Thea. W 124 p.n.e. powróciła do Egiptu i dokonała politycznego pojednania z byłym mężem i z córką. W wydanym w 118 p.n.e. królewskim akcie amnestii Memfitesowi pośmiertnie przywrócono cześć i jako Theos Neos Filopator odbierał ją w dynastycznym kulcie Ptolemeuszów.